# Улица Академика Чазова
У́лица Акаде́мика Ча́зова — улица в районе Кунцево Западного административного округа города Москвы. Проходит от Рублёвского шоссе до МКАД.

## Название
Улица находится на территории бывшего села Черепково, где она называлась Колхо́зная у́лица. В 1960 году Черепково вошло в состав Москвы, улица вначале сохраняла своё название, а 29 апреля 1965 года из-за наличия Колхозной площади на Садовом кольце была переименована и получила название 3-я Черепко́вская улица (Пионерская, Центральная и Полевая улицы села Черепково, получившие названия соответственно 1-я, 2-я и 4-я Черепковские улицы, не сохранились).
31 января 2023 года улица получила современное название в честь академика Евгения Ивановича Чазова — советского и российского кардиолога, министра здравоохранения СССР.

## Описание
Улица Академика Чазова проходит от Рублёвского шоссе в месте ответвления от него Рублёво-Успенского шоссе на юго-запад до 59-го километра МКАД.

## Примечательные здания и сооружения
По нечётной стороне:
- 15 — Национальный медицинский исследовательский центр кардиологии имени акадмика Е. И. Чазова.

## Транспорт

### Автобус
- 660: от МКАД до Рублёвского шоссе.
- 798: от МКАД до середины улицы и обратно.
- 816: от МКАД до середины улицы и обратно.

### Метро
- Станция метро «Крылатское» Арбатско-Покровской линии — восточнее улицы, на Осеннем бульваре.